# Болотівка
Болоті́вка — село в Україні, у Конотопському районі Сумської області. Населення становить 131 осіб. До 2020 орган місцевого самоврядування — Біжівська сільська рада.

## Географія
Село Болотівка розташоване на правому березі річки Терн, вище за течією на відстані 3 км розташоване село Сніжки, нижче за течією на відстані 1 км розташоване село Нотаріусівка, на протилежному березі — села Вознесенка та Верхня Сагарівка.
По селу тече струмок, що пересихає, із загатами.
Поруч пролягають автомобільні шляхи Т 2504 і Т 1916.

## Історія
- Село постраждало внаслідок геноциду українського народу, вчиненого урядом СРСР у 1932—1933 роках та 1946–1947 роках, відомі імена 2 людей[1].
- 12 червня 2020 року, відповідно до розпорядження Кабінету Міністрів України № 723-р «Про визначення адміністративних центрів та затвердження територій територіальних громад Сумської області», село увійшло до складу Буринської міської громади[2].
- 19 липня 2020 року, в результаті адміністративно-територіальної реформи та ліквідації Буринського району, увійшло до складу новоутвореного Конотопського району[3].

## Населення

### Мова
Розподіл населення за рідною мовою за даними :
| Мова            | Кількість | Відсоток |
| --------------- | --------- | -------- |
| українська      | 123       | 93.89%   |
| білоруська      | 5         | 3.82%    |
| російська       | 2         | 1.53%    |
| інші/не вказали | 1         | 0.76%    |
| Усього          | 131       | 100%     |